# 普光院貴之
普光院 貴之（ふこういん たかゆき、1990年11月6日 – ）は、日本の俳優である。東京都出身。株式会社Allen／劇団アレン座所属。

## 略歴
1990年11月6日生まれ、東京都出身。A型。身長は176cm。体重56kg。
19歳より芝居の勉強をするため俳優の専門学校に入学。
専門学校を卒業後、フリーの俳優として活動。2016年より劇団Allen suwaruに所属。
劇団の本公演、実験公演のほか、客演舞台にも出演している。

## 人物
- 特技は高校の頃に入っていたダンス部で学んだブレイクダンスとフリースタイルラップ。友人と遊びでラップの曲を作ったことがキッカケでHIPHOPを聴くようになる。その後、自身で歌詞を書き、録音し、ミックス、マスタリングまでこなすようになる。自作曲がいくつか存在している。
- 好きな食べ物はゆず。ゆず味、ゆず風味の食べ物。ハンバーガー。
- 高校生の頃は音楽アーティストを目指し、バンドを組んでいた。担当はドラム。
- 趣味は漫画、アニメ、音楽を聴くこと、パソコン、ラップ。

## 出演

### 舞台
- CLANES (2010年11月 アメリカ、カリフォルニア州、ステラアドラシアター) - 演出：梶原涼晴
- Kamakaji Lab主催公演「RADIO311」 (2013年3月 Woody Theater) - 吉岡忠則役  演出：梶原涼晴
- ぱるエンタープライズ主催公演「川太郎の恋」 (2013年10月 TACCS1179) - 黒田役  演出：入江おろぱ
- Kamakaji Lab主催公演「The Elephant Man」(2013年12月 Woody Theater) - 興行師役  演出：梶原涼晴
- 劇団Nanaki主催公演「白い象が夢を見るとき」(2014年4月 D-倉庫) - 主演 シンイチ役  演出：梶原涼晴、岩井竜馬
- Yプロジェクトproduce公演「The Last Song」(2014年9月 伝承ホール) - 良平役  演出：梶原涼晴
- 「わたしの、領分。」(2015年8月 シアター風姿花伝) - セラピスト役  演出：松澤くれは
- hapidori live stage vol.1「JYUKAIDEN」(2015年9月 明石スタジオ) - 犬鷹役  演出：鈴木茉美
- 舞台「ホイッスル！BREAK THROUGH-壁をつき破れ-」(2016年9月 シアター1010) - 根岸靖人役  演出：鈴木茉美
- JYUKAI-DEN-KINGS-(2016年12月 ウエストエンドスタジオ) - 蚕役  演出／脚本：鈴木茉美
- TOU-JYUKAI-DEN-□(2017年1月 東京公演：全労済ホール／スペース・ゼロ 大阪公演：近鉄アート館) - 珊瑚役  演出／脚本：鈴木茉美
- 舞台「乱歩奇譚 Game of Laplace」(2017年4月 シアターサンモール) - ハヤミ役  演出：鈴木智晴
- Allen suwaru旗揚げ公演「空行」(2017年5月 吉祥寺シアター) - マキノ役  演出／脚本：鈴木茉美
- スーパーエキセントリックシアター タイツマンズ15周年記念LIVE「俺のタイツ」 - 水戸黄門役  演出：赤堀二英
- 劇団まけん組プロデュース公演vol.1「ダーリンの進化論」(2017年12月 恵比寿エコー劇場) - 黒田亮役  演出：江戸川崇
- Joe Company Reboot Stage「ええ、アイ」(2018年1月 中野ザ・ポケット) - カイト役  演出：小野寺丈
- 劇団アレン座第２回本公演「空行」（再演）(2018年5月 千本桜ホール) - ヨシオカ役　演出／脚本：鈴木茉美
- 舞台「ニューシネマパラダイ ちゅ」(2018年7月 恵比寿エコー劇場） - 矢島英次役　演出／脚本：江戸川崇
- 舞台「探偵東堂解の事件録-大正浪漫探偵譚-」（2019年2月　千本桜ホール） 演出／脚本：鈴木茉美